# Rudolf Busch
Rudolf Busch ( - ) foi um oficial alemão que serviu durante a Segunda Guerra Mundial. Foi condecorado com a Cruz de Cavaleiro da Cruz de Ferro.

## Carreira

### Patentes
Oberfeldwebel

### Condecorações
| Cruz de Ferro 2ª Classe                               |
| Cruz de Ferro 1ª Classe                               |
| Cruz de Cavaleiro da Cruz de Ferro 9 de junho de 1944 |